# Harskirchen
Harskirchen es una comuna francesa y población de Francia, en la región de Alsacia, departamento de Bajo Rin, que se extiende en un área de 14,52 km² y una densidad de población de 59 hab/km², a 1,5 km de distancia de Bissert y 1,9 km de Schopperten. 
Sus habitantes reciben el gentilicio en idioma francés de los Harskirchois y las Harskirchoises.

## Demografía
| 721 | 742 | 811 | 821 | 871 | 847 |
| Para los censos de 1962 a 1999 la población legal corresponde a la población sin duplicidades (Fuente: INSEE [Consultar]) |     |     |     |     |     |

## Personajes célebres
Maximilen-Samson-Frédéric Schoell, historiador y editor, nacido el 8 de mayo de 1766 en esta población. 